# اچ‌ام‌اس کپل (اف۸۵)
اچ‌ام‌اس کپل (اف۸۵) (به انگلیسی: HMS Keppel (F85)) یک کشتی بود که طول آن ۳۱۰ فوت (۹۴ متر) بود. این کشتی در سال ۱۹۵۴ ساخته شد.